# José Villalba Riquelme
José Villalba Riquelme (Cadix, 1856 - Madrid, 1944) était un militaire, auteur, homme politique et pédagogue espagnol, connu pour avoir œuvré à moderniser l’instruction militaire en Espagne et à introduire l’éducation physique dans le cursus des officiers et dans les écoles espagnoles.
Fils d’un médecin militaire, Villalba suivit une formation à l’Académie militaire de Tolède, puis servit dans des unités combattantes, d’abord sur le front carliste et ensuite dans les dernières colonies espagnoles (Cuba, Philippines et Maroc), avant de se vouer, à partir de 1882, à des missions d’enseignement, occupant des postes de professeur et de directeur d’études dans les deux Académies de Tolède. À ce titre, il s’efforça de rehausser la qualité des études pour les cadets et de perfectionner leurs aptitudes pratiques, notamment par l’introduction de l’éducation physique dans la formation, et composa à l’usage des futurs officiers un ensemble de traités et de manuels didactiques (sur divers sujets : tactique, tir, logistique etc.) qui connurent une vogue durable. En 1912, il s’engagea au Maroc dans la guerre du Rif, où il fut promu général de division pour mérites de guerre et où il eut notamment pour subordonné le futur Caudillo Francisco Franco. Nommé en 1917 gouverneur militaire à Algésiras, il fit montre de doigté face à la vive agitation sociale de cette année-là en Espagne, ce qui lui valut d’être honoré par les autorités tant espagnoles que britanniques. Entre 1919 et 1920, il se vit confier le portefeuille de la Guerre dans le gouvernement Allendesalazar, mandat pendant lequel il s’attela à réformer en profondeur l’institution militaire, y compris l’instruction des officiers, et permit la création de la Légion étrangère. Sous la dictature primorivériste, il joua encore un rôle politique comme membre de l’Assemblée nationale consultative.

## Biographie

### Origines familiales et carrière militaire
José Villalba Riquelme était le fils de Rafael de Villalba Aguayo, médecin-assistant dans le corps sanitaire militaire, alors en poste à Porto Rico, et d’Adelaida Riquelme O’Crowley (parfois appelée erronément O'Cruley, O'Crouley ou Veranley dans certains documents), native de Cadix et directrice des écoles normales de plusieurs villes espagnoles. Sa fratrie se composait également de ses frères Carlos et Ricardo et de sa sœur Isabel. Carlos Villalba Riquelme, né à Montalbán (province de Cordoue) en 1854, épousa Luisa Escudero Requejo à Séville en 1879 et périt pendant son service à Surigao (Philippines) en 1893. Isabel prit l’habit et entra au couvent des Comendadoras de Santiago à Tolède en 1893.
À l’âge de 14 ans, José Villalba fut emmené par son père — alors porteur du grade de commandant dans le bataillon sanitaire espagnol (Sanidad Militar Española) — à l’île de Porto Rico, où il s’inscrivit comme cadet d’infanterie le 17 octobre 1870,. Promu au grade d’enseigne en octobre 1873, il s’enrôla en 1875 dans l’armée de la métropole espagnole, en même temps qu’il montait au grade de lieutenant.
Il contracta mariage avec Luz Rubio Rivas, avec qui il aura quatre filles : Luz, Adela (qui épousera Víctor Martínez Simancas), María Luisa et Isabel, en plus de six fils, tous futurs militaires de l’armée espagnole : Ricardo Villalba Rubio, Antonio Villalba Rubio, José Villalba Rubio, Álvaro Villalba Rubio, Fernando Villalba Rubio et Carlos José Villalba. C’est par ces six fils que José Villalba Riquelme, déjà lié à deux dynasties ayant fourni des militaires à l’Espagne, devint à son tour le fondateur d’une dynastie qui a fait don à l’Espagne de plusieurs générations de militaires. Lui-même était aussi le cousin du général José Riquelme y López-Bago.
Après avoir pris part à quelques actions sur le front carliste, il sollicita, et obtint, sa mutation vers Cuba, où se déroulait à ce moment-là la dénommée Petite Guerre (Guerra Chiquita). Le jeune lieutenant Villalba participa activement, à partir de janvier 1877, aux opérations militaires de la quatrième et ultime phase du conflit, jusqu’à la signature de la paix de Zanjón le 12 février 1878. De retour dans la métropole, il prit du service dans différentes unités, avant d’être appelé en 1882 à accomplir la mission qui avait pour lui le plus grand attrait : l’enseignement.

### L’Académie d’infanterie de Tolède
En 1882, José Villalba Riquelme reçut pour la première fois une affectation à l’Académie d’infanterie de Tolède, dont il allait finir par devenir le directeur et où il eut le loisir de mettre en œuvre ses idées sur l’éducation physique, laquelle était vue par lui en premier lieu comme élément constitutif de l’instruction militaire, mais plus largement aussi de l’instruction scolaire en général. Nommé d’abord professeur de géographie et histoire militaires à l’Académie d’infanterie de Tolède, il rejoignit ensuite, dans la même ville, le corps professoral de l’Académie générale militaire, pour enfin, à partir de 1893, à la suite de la réorganisation décidée par le général López Domínguez, revenir à l’Académie d’infanterie. Ainsi, entre 1882 y 1898, Villalba Riquelme voua-t-il — abstraction faite de quelques courts intervalles de temps — seize années à l’enseignement militaire, dispensant des cours dans quasi toutes les matières (tactique militaire, tir, géographie et histoire militaires, comptabilité, chemins de fer etc.). C’est là aussi qu’il composa la plus grande partie de son œuvre technique, en particulier son traité Táctica de las tres armas, assorti d’un atlas, paru en 1887, maître-ouvrage en trois tomes, qui connut une douzaine d’éditions, servit de manuel d’étude à l’Académie pendant environ quarante ans, fut applaudi dans toute l’Espagne et à l’étranger, et valut à son auteur une promotion à capitaine d’infanterie en mai 1889. Quelques années auparavant déjà, il avait écrit son premier livre, Nociones de fortificación de campaña é idea de la permanente (1882), lui aussi largement apprécié et récompensé, et utilisé comme manuel de l’Académie pendant de longues années. L’amélioration des services de l’Académie, la hausse de la qualité des études pour les cadets, et le perfectionnement de leurs aptitudes pratiques, notamment par l’introduction de l’éducation physique dans la formation, furent les trois grands axes des préoccupations professionnelles de Villalba Riquelme, tant durant sa période initiale comme professeur que dans sa période comme directeur d’études, puis de directeur d’établissement, et ultérieurement encore en tant que ministre de la Guerre.
Tandis qu’il s’occupait des destinées de l’Académie de Tolède, Villalba Riquelme fut nommé aide de camp auprès du capitaine général et (éphémère) ministre de la Guerre Camilo García de Polavieja, avec qui il noua une durable amitié. Après la démission de Polavieja comme ministre, celui-ci, sans doute favorablement impressionné par Villalba, le reprit en 1901 à son service comme aide de camp, auquel titre Villalba accompagna son maître dans ses fonctions successives de directeur général de la Garde civile, de chef de la Maison militaire de S. M. le Roi, de chef de l’état-major central, et de président suprême de la Guerre et de la Marine, et ce jusqu’en 1907. Durant cette période madrilène, il prit intensément part au bouillonnement intellectuel qui animait alors le Centro del Ejército y la Armada, et s’intégra dans le corps professoral de l’Escuela de Estudios Militares (littér. École des études militaires), dispensant les cours de tactique et d’instruction à l’intention de l’infanterie. Enfin, en janvier 1907, il fut nommé directeur d’études à l’Académie d’infanterie de Tolède, poste qu’il occupera jusqu’à son ascension au grade de colonel le 5 avril 1909.

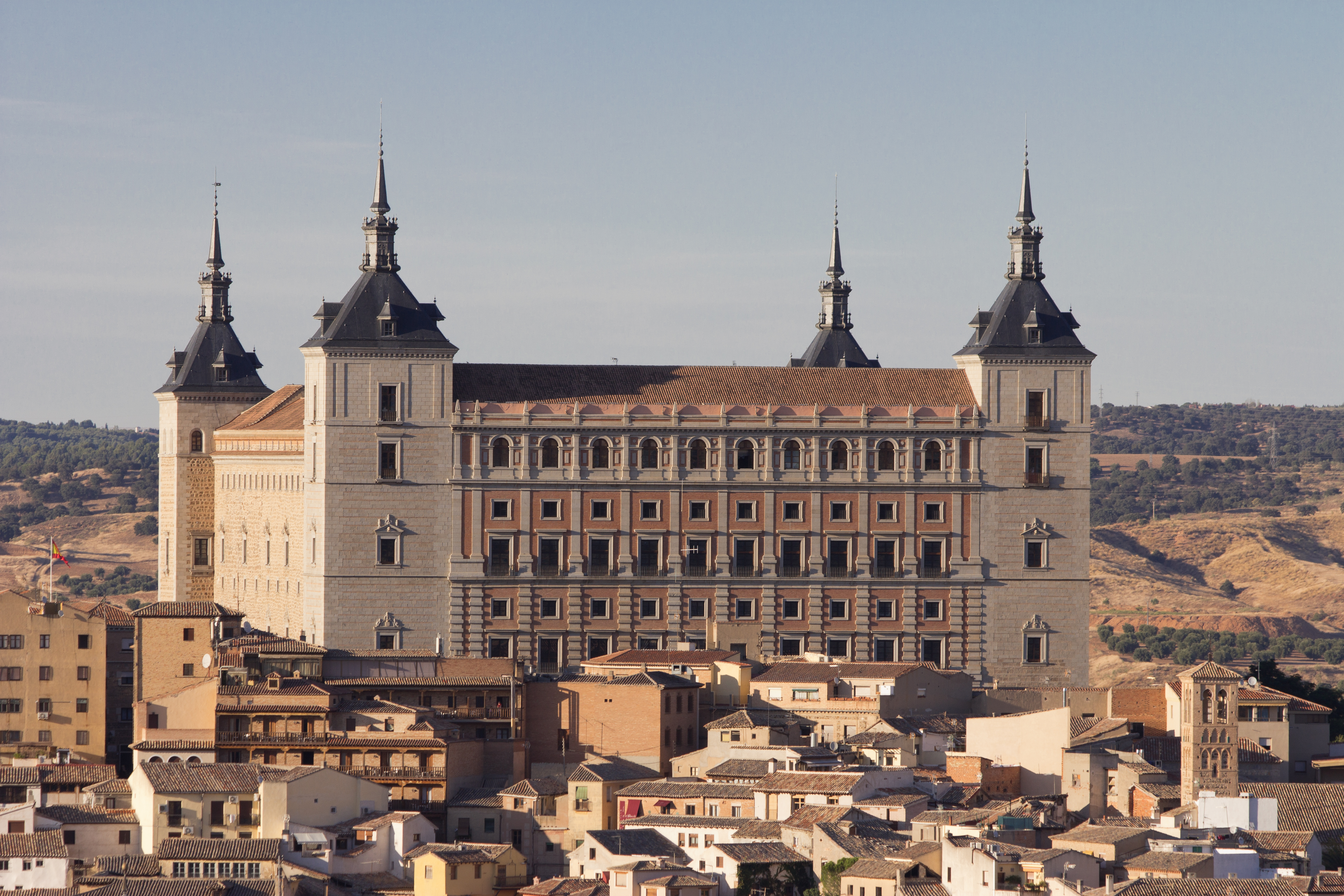
L’Alcazar de Tolède, qui accueillait autrefois (de 1875 à 1936) l’Académie d’infanterie de Tolède.

Ses bons résultats furent récompensés par une bourse d'études, qu’il céda à deux capitaines, de sorte que ceux-ci puissent se rendre en Suède pour y étudier les méthodes d’éducation physique appliquées dans ce pays. C’est l’époque aussi où s’inscrivit comme cadet le futur Caudillo Francisco Franco, qui devait par la suite se souvenir de Villalba comme de la personne qui avait exercé la plus forte influence sur son instruction militaire et comme celui qui lui donna la possibilité — à lui et à quelques-uns de ses camarades de promotion — de faire ses premières armes au Maroc, dans la guerre du Rif, Franco s’étant en effet adressé à lui en 1912 pour solliciter d’être versé dans son régiment África no 68, qui combattait en Afrique du Nord,,.
Sa deuxième période d’enseignant à l’Académie, de 1907 à 1912, où il exerça comme « lieutenant-colonel chef d’études » et plus tard comme « colonel directeur », est celle où son activité fut la plus féconde, avec notamment la réforme et la réorganisation des plans d’études de ladite institution. Sa volonté d’introduire dans l’Académie les techniques militaires les plus récentes et de mettre en application les nouveaux plans d’études rendus nécessaires par les évolutions contemporaines était le moteur de son travail d’enseignant et de son action de rénovation, de l’Académie d’infanterie d’abord, de l’armée dans son ensemble ensuite. Placé à la tête de l’Académie entre avril 1909 et janvier 1912, Villalba Riquelme, portant une attention particulière à la condition physique des cadets, favorisa les compétitions sportives et imposa des épreuves physiques préalables à l’admission dans l’établissement. D’autre part, pénétré de l’importance de la formation pratique, il développa plus avant (e.a. en érigeant des baraquements en maçonnerie) le campement de los Alijares, sis à l'est de la ville, où les élèves pouvaient accomplir des manœuvres pratiques,.
C’est également vers cette époque que Villalba se proposa de doter l’Académie d’un hymne. Ayant été informé que parmi ses cadets se trouvait un musicien, Fernando Díaz Giles, Villalba lui confia cette tâche, que le jeune homme remplit à la faveur d'un séjour d’une semaine au cachot sur ordre du lieutenant Fausto García Pérez, épisode anecdotique ; l’hymne composé par lui à cette occasion fut exécuté pour la première fois le 8 décembre 1908 et deviendra par la suite l'hymne de toute l’infanterie espagnole.
Il lui fut donné d'assister à des manœuvres militaires françaises, dont il tira quelques idées qui lui seront d’utilité dans la future réforme militaire entreprise par lui après sa nomination comme ministre de la Guerre. Il se vit décerner la légion d’honneur française et conférer le titre de « Gentilhomme de la Chambre avec exercice » (Gentilhombre de cámara con ejercicio) par S. M. le roi don Alphonse XIII.

### Guerre du Rif

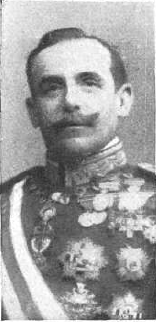
Villalba vers 1913, dans sa fonction de général de brigade à Melilla.

En 1912, Villalba Riquelme fut versé comme colonel dans le régiment África no 68, cantonné au Maroc espagnol, et dans lequel Francisco Franco lui demanda, et obtint, de pouvoir occuper le poste de lieutenant en second, amorce de la carrière d’officier africaniste du futur Caudillo,. La plus grande partie de son unité stationnait dans le campement de Tifasor, très proche d’une zone peu sûre, la vallée du fleuve Kert, où sévissait le redoutable El Mizzian. La mission des militaires au Maroc consistait alors à interdire aux rebelles rifains de prêter main-forte aux hommes d’El Mizzian, ce qui se traduisait par une succession de batailles et d’escarmouches de faible ampleur, qui constituaient la dénommée campagne du Kert et qui se prolongèrent jusqu’à la mort d’El Mizzian en mai 1912. Ayant participé à nombre de ces combats, le colonel Villalba et son régiment s’étaient bientôt acquis la reconnaissance de leurs supérieurs. À un certain moment, il fut requis par le commandement de s’entretenir avec le chef de tribu Raïssouni, qui, après avoir été ami de l’Espagne, s’était mis à la combattre. Villalba Riquelme obtint lors de cette entrevue qu'El Raisouni reconduise son alliance avec les Espagnols, ce qui coûtera la vie au chef rifain, le meneur rebelle Abd el-Krim n’ayant en effet de cesse dorénavant qu’il ne l’eût capturé et assassiné. 
En octobre de cette même année 1912, Villalba fut promu général de brigade pour mérites de guerre, puis chef d’état-major de la capitainerie générale de la Sixième Région, sous-inspecteur de troupes du Commandement général de Melilla, et le jour de Noël 1912, sous-inspecteur des troupes au Commandement général de Melilla. Plus tard enfin, il assuma la présidence de la Junta de Arbitrios (Comité d’arbitrage, organe de l’administration militaire) de cette même ville. 
À la tête de la 1re Brigade de Melilla, il réalisa à partir de 1914 une série d’opérations visant à la mise en place de communications télégraphiques, à la protection des convois et à la consolidation des positions espagnoles. Dans le cadre de cette affectation, il déploya un intense travail de reconnaissance de terrain et conseillait le haut commandement en matière de positions à occuper et sur d’autres aspects, en plus de prendre personnellement à sa charge le passage en revue et l’instruction des troupes sous son commandement.
En juillet 1914, il fut affecté à Larache comme commandant général, y développant de nombreuses actions d’occupation de territoire, et en mai 1916 fut élevé, en reconnaissance de son activité sur le sol africain, au grade de général de division.

### Gouverneur militaire de Gibraltar
En 1917, Villalba Riquelme fut nommé gouverneur militaire de Campo de Gibraltar, à un moment où cette zone en particulier était secouée par de fréquents mouvements de protestation et de grève,. Il sut, sous le regard des autorités britanniques du Rocher, manœuvrer avec diplomatie, ce qui lui valut d’être félicité par le roi Alphonse XIII et d’être décoré par le roi George V d’Angleterre de l’Ordre de Saint-Michel et Saint-Georges, avec le droit de placer devant son prénom le prédicat honorifique Sir.
Il déploya le même tact et la même prudence dans les conflits sociaux dont Algésiras fut le théâtre tout au long de l’année 1919, en particulier début février, avec la grève des ouvriers du port, et en mars, avec le mouvement de grève générale déclenché à Barcelone et Madrid, qui entraîna la proclamation de l’état de guerre sur l’ensemble du territoire espagnol.

### Ministre de la Guerre et sénateur
En 1919, le gouvernement de Manuel Allendesalazar nomma Villalba Riquelme ministre de la Guerre, amorçant une nouvelle période dans son curriculum qui, si elle fut brève, se révéla fructueuse, puisqu’elle le plaça en position de mettre en pratique ses idées en matière de rénovation militaire, lui permettant en particulier de fonder l’École centrale d’éducation physique de Tolède et d’entamer une réorganisation en profondeur de l’armée.
En décembre 1919 fut ainsi créé par Décret royal dans la ville de Tolède un établissement d’éducation physique et d’instruction militaire, l’Escuela Central de Educación Física, rebaptisé plus tard Escuela Central de Gimnasia, qui parallèlement stimula aussi la formation d’enseignants en cette matière, tant dans la sphère strictement militaire que dans celle éducative.
L’une des premières mesures décidées par Villalba Riquelme dans le cadre de sa réforme des armées fut de mettre sur pied le Tercio de Extranjeros, dénomination par laquelle était désignée dans ses débuts la Légion étrangère espagnole. Le 28 janvier 1920 fut promulgué le Décret royal y afférent, lequel énonçait notamment : « Sous la dénomination de Tercio de Extranjeros sera créée une unité militaire armée, dont les effectifs, les équipements et le règlement appelé à le régir seront fixés par le ministre de la Guerre ». Ensuite, le 9 février 1920, le gouverneur militaire d’Oviedo reçut un télégramme du ministre de la Guerre, c’est-à-dire du général Villalba, l’informant qu’en vertu du R.O. (Real Orden, Règlement royal) du 31 janvier, il avait été disposé que le lieutenant-colonel José Millán-Astray, sans préjudice de son lieu d’affectation, s’était vu confier la mission d’organiser le Tercio de Extranjeros nouvellement créé.
Villalba Riquelme fit parvenir à S. M. le roi une note dans laquelle il l’informait des carences dont souffrait au Maroc le dispositif du général Silvestre et plus généralement toute l’armée espagnole d’Afrique et lui indiquait les mesures qu’il y aurait lieu de prendre pour y remédier — mesures qu’il ne fut plus en état de mettre à exécution après que la chute du gouvernement Allendesalazar eut bientôt rendu caducs sa fonction et son projet. La réalité des défaillances mises au jour dans le copieux exposé de Villalba put être vérifiée dès l’année suivante, lors du désastre d’Anoual, conséquence directe des carences dénoncées par Villalba.
Il lui incomba également de résoudre le problème posé par les dénommées Juntas de Defensa, porteuses de revendications non seulement catégorielles, mais aussi politiques. Villalba eut à tâche de transformer lesdites Juntas en Comisiones Informativas, dans le but d'offrir une plate-forme légale aux aspirations sociales des militaires des différents corps et armes. Le 30 décembre 1919, à l’issue d’âpres négociations avec les présidents des Juntas, fut publié le Décret royal portant création des Comisiones, au moyen duquel le gouvernement escomptait la dissolution des Juntes de Défense intrusives et difficilement contrôlables. Cependant, le 5 mai 1920, Villalba présenta sa démission, sous la pression de ses camarades militaires mais aussi de ses confrères au Conseil des ministres.
En 1923, il fut désigné sénateur du Royaume en représentation d’Alicante pour les législatures 1921-1922 et 1923. C’est en cette qualité qu’il se vit confronté au désastre d’Anoual et qu’il se signala par un vibrant plaidoyer devant la Chambre des représentants en faveur du général Juan Picasso González, qu’on accusait de « témérité imprudente ».
Entre 1920 et 1924, il siégea au sein du Conseil supérieur de la guerre et de la marine et présida également la Commission pour la réforme de l’enseignement militaire,.

### Sous la dictature de Primo de Rivera
En 1925, en reconnaissance de son travail dans le domaine de l’éducation physique, Villalba Riquelme fut nommé président de la Commission interministérielle pour l’étude et la réglementation de l’éducation physique et de l’instruction prémilitaire, puis, plus tard, du Comité pour la culture physique. La même année, dans le but de lui permettre de mieux remplir sa mission dans ladite commission, il put bénéficier d’une année sabbatique pour étudier les dernières avancées de l’éducation physique en France, en Allemagne, en Italie, en Belgique, en Suède et en Autriche.
En 1927, par disposition de Miguel Primo de Rivera, le général Villalba fut désigné membre de l’Assemblée nationale consultative, récemment mise en place, en représentation de l’État aux termes de l’article 18 du Décret royal, charge qu’il remplit jusqu’en 1930,.
En 1929, Primo de Rivera le nomma directeur du Servicio Nacional de Educación Física, Ciudadana y Premilitar (littér. Service national d’éducation physique, citoyenne et prémilitaire), qui venait d’être créé.

### Dernières années
En retrait de toute activité militaire depuis 1933, Villalba Riquelme vit en 1936, à l’âge de près de quatre-vingts ans, un groupe de miliciens républicains se présenter à son domicile dans l’intention de l’emmener à la « Tchéca » (police secrète républicaine pendant la Guerre civile). Pour l’y soustraire, la mission diplomatique britannique conféra au logis de Villalba le rang de légation diplomatique, et une sentinelle militaire anglaise veilla ensuite sur lui tout au long de la Guerre civile.
À partir de 1943 et jusqu’à sa mort l’année suivante, il occupa la présidence du Comité supérieur des patronages d’orphelins de militaires (en espagnol : Junta Superior de Patronatos de Huérfanos de Militares).

## Œuvre écrite
Si la production écrite de Villalba Riquelme est essentiellement composée d’ouvrages de tactique militaire, dont un bon nombre ont servi de manuels d’enseignement à l’Académie militaire jusque bien avant dans la période franquiste, elle se signale également par une quantité importante d’écrits sur l’éducation physique, soit qu’ils ont été rédigés directement par lui, tels que son rapport intitulé Necesidades de los ejercicios físicos en los elementos armados del país (littér. Nécessité des exercices physiques dans les éléments armés du pays), soit qu’ils ont été impulsés ou diffusés par ses soins, comme le Reglamento provisional de Gimnasia para la infantería (Règlement provisoire de gymnastique pour l’infanterie, 1911), le Reglamento de instrucción física para el Ejército (Règlement d’instruction physique pour l’armée, 1927), la Cartilla para la instrucción física del soldado (Carnet pour l’instruction physique du soldat, 1927) et aussi la Cartilla Gimnástica Infantil (1924), cette dernière destinée à l’éducation physique dans les écoles.
Les cours de spécialisation en éducation physique pour maîtres qui ont été organisés sous son mandat sur la base de la doctrine pédagogique véhiculée par la Cartilla constituent le premier plan de formation permanente en éducation physique jamais mis en place en Espagne.
- Nociones de fortificación de campaña (1882)[44].
- Tiro Nacional : Cartilla del Tirador (Carnet du tireur, 1901).
- Táctica de las tres Armas (1903, 1923 et 1928)[45].
- La maniobra de Liao-Yang (Guerra Ruso-Japonesa) (1905, conférence prononcée au Centro Militaire)[46].
- Elementos de logística: marcha, reposo, exploración, seguridad (1908)[47].
- Ensayo de un método para la instrucción de los reclutas en armonía con el reglamento táctico (1911)[48].
- Instrucciones para las prácticas del servicio en campaña (1912)[49].
- Apuntes de literatura militar (1894)[50].
- Concepto sobre enseñanza militar (1906)[51].
- Fogatas y Pedreras (1904)[52].
- Táctica de Infantería y método de instrucción (1905)[53].
- Juego de la guerra. Ensayo de unas instrucciones para su exécution y ejercicios prácticos (1912)[54].
- Construcción de un juego de la guerra (escala 1:5,000 ). Contiene piezas para representar en azul y rojo, una columna de las tres armas (1898)[55].
- Instrucciones para maniobras con cuadros (1907)[56].
- La movilización nacional en caso de guerra (1907)[56].
- Armamento y organización de la Infantería (1922)[57].
- Organización de la educación física e instrucción premilitar en Francia, Suecia, Alemania e Italia (1927)[58].
- Aparato para la puntería automática de las armas de fuego (1900)[59].
- La Infantería en los sucesos de Melilla (1911)[48].
- Enseñanzas del médico militar en campaña (1912)[49].

## Insignes, décorations et titres honorifiques
Villalba Riquelme fut plusieurs fois décoré tant par son pays l’Espagne que par des pays étrangers.

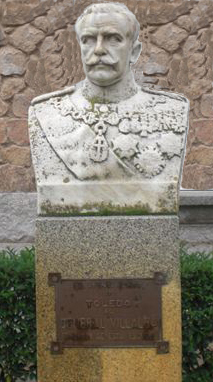
Buste du général Jose Villalba Riquelme à Tolède.

- Chevalier-commandeur de la l’Ordre de Saint-Michel et Saint-Georges.
- Croix-Rouge de 1re classe du Mérite militaire, avec décoration blanche.
- Médaille commémorative de la Campagne de Cuba avec décoration rouge.
- Grand-Croix de l’Ordre d'Isabelle la Catholique.
- Grand-Croix de l’Ordre de Saint-Herménégilde.
- Croix de l’Ordre de Saint-Herménégilde.
- Croix de 2e classe du Mérite militaire, avec décoration blanche, pour son ouvrage Táctica de las tres Armas.
- Grand-Croix d’officier de la Légion d’honneur de la République française.
- Médaille de los sitios de Zaragoza.
- Commandeur de l'Ordre civil d'Alphonse XII.
- Médaille d'or de la Croix-Rouge espagnole
- Croix de 3e classe du Mérite militaire, avec décoration rouge.
- Médaille d’Afrique.
- Grand-Croix du Mérite militaire, avec décoration rouge.
- Distinction du Professorat.
- Médaille d’Alphonso XII avec ruban de Guipúzcoa.
- Titre de Gentilhomme de chambre de S. M. don Alphonse XIII avec exercice.
- Plaque d’honneur de la Croix rouge espagnole.
- Croix de 3e classe du Mérite naval.
- Médaille d’or de l’Institut national de prévoyance.
- Collier de l’Ordre portugais de Santiago.
- Grand-Croix du Mérite naval avec décoration blanche.
- Croix de première classe de l’Ordre du Trésor sacré, décerné par S. M. l’Empereur du Japon.